# كاني سيف (بوئين)
کاني سیف (بالفارسية: کانی سیف) هي قرية تقع في إيران في قسم بوئین الريفي. يقدر عدد سكانها بـ 42 نسمة .